# レヴィンクラシック
レヴィンクラシック（Levin Classic）はニュージーランドのトレンサム競馬場で開催される芝1400メートルの競馬の競走である。グループ制ではG2に類される。出走条件は3歳限定。
前身はレヴィン競馬場で創設された「レヴィン・ターフクラシック」だが、レヴィン競馬場の閉鎖により、トレンサム競馬場で行われている。
1981年からベイヤー社のスポンサーにより「ベイヤークラシック」の名で行われてきたが、2004年に現在の名称になった。
2024年までは芝1600mのG1競走として施行されていたが、2025年よりG2に降格されるとともに芝1400mに短縮となった。

## 歴代優勝馬
- 2025　Savaglee[1]
- 2024　Quintessa[2]
- 2023　Romancing The Moon[3]
- 2022　Imperatriz[4]
- 2021　Bonham[5]
- 2020　Travelling Light[6]
- 2019　Madison County[7]
- 2018　Age Of Fire[8]
- 2017　Hall Of Fame[9]
- 2016　Dukedom[10]
- 2015　Gaultier[11]
- 2014　Recite
- 2012　Southern Lord
- 2011　Distill
- 2010　We Can Say It Now
- 2009　Eileen Dubh
- 2008　Altered Image
- 2007　Keepa Cruisin
- 2006　Porotene Gem
- 2005　Wahid
- 2004　Ambitious Owner
- 2003　Russian Pearl
- 2002　Bunker
- 2001　Final Destination
- 2000　Tit For Taat